# Reinhard Keiser
Reinhard Keiser (1674-1739) là nhà soạn nhạc người Đức. Thể loại nổi tiếng nhất của ông là opera. Ông dã viết hơn 100 vở opera, nhưng phần lớn đã thất lạc nhiều. Ông có ảnh hưởng đến George Frideric Handel và Wolfgang Amadeus Mozart. 